# Tetramerium nervosum
Tetramerium nervosum là một loài thực vật có hoa trong họ Ô rô. Loài này được Nees miêu tả khoa học đầu tiên năm 1846.